# IC 5173
IC 5173 ist ein interagierendes Galaxienpaar vom Hubble-Typ SBc+ Sc im Sternbild Indianer am Südsternhimmel und ist etwa 134 Millionen Lichtjahre von der Milchstraße entfernt.
Das Objekt wurde am 21. August 1900 von dem Astronomen DeLisle Stewart entdeckt.